# Dion Pereira
Dion Enrico Pereira Greives (Watford, 25 marzo 1999) è un calciatore antiguo-barbudano con cittadinanza britannica, attaccante del Dag & Red, in prestito dal Luton Town, e della nazionale antiguo-barbudana.

## Carriera

### Nazionale
Nel 2023 ha ricevuto la prima convocazione con la nazionale antiguo-barbudana, con cui ha esordito il 14 ottobre, nella partita di CONCACAF Nations League vinta per 1-4 contro le Bahamas. Il 18 novembre ha segnato la prima rete con i Benna Boys, in occasione dell'incontro perso per 2-3 contro Porto Rico.

## Statistiche

### Presenze e reti nei club
Statistiche aggiornate all'8 dicembre 2023.
| Stagione             | Squadra              | Campionato           | Campionato | Campionato | Coppe nazionali | Coppe nazionali | Coppe nazionali | Coppe continentali | Coppe continentali | Coppe continentali | Altre coppe | Altre coppe | Altre coppe | Totale | Totale |
| Stagione             | Squadra              | Comp                 | Pres       | Reti       | Comp            | Pres            | Reti            | Comp               | Pres               | Reti               | Comp        | Pres        | Reti        | Pres   | Reti   |
| -------------------- | -------------------- | -------------------- | ---------- | ---------- | --------------- | --------------- | --------------- | ------------------ | ------------------ | ------------------ | ----------- | ----------- | ----------- | ------ | ------ |
| apr.-mag. 2017       | Watford              | PL                   | 2          | 0          | FACup+CdL       | -               | -               | -                  | -                  | -                  | -           | -           | -           | 2      | 0      |
| mar.-apr. 2019       | Atlanta United 2     | USLC                 | 5          | 0          | -               | -               | -               | -                  | -                  | -                  | -           | -           | -           | 5      | 0      |
| 2019                 | Atlanta United       | MLS                  | 18         | 0          | USOC            | 2               | 0               | CCL                | 0                  | 0                  | CC          | 1           | 0           | 21     | 0      |
| nov. 2020-2021       | Luton Town           | FLC                  | 1          | 0          | FACup+CdL       | 0+0             | 0               | -                  | -                  | -                  | -           | -           | -           | 1      | 0      |
| ago.-ott. 2021       | Luton Town           | FLC                  | 0          | 0          | FACup+CdL       | 0+1             | 0               | -                  | -                  | -                  | -           | -           | -           | 1      | 0      |
| ott.-nov. 2021       | Yeovil Town          | NL                   | 1          | 0          | FACup           | -               | -               | -                  | -                  | -                  | FAT         | -           | -           | 1      | 0      |
| gen.-giu. 2022       | Bradford City        | FL2                  | 10         | 1          | FACup+CdL       | -               | -               | -                  | -                  | -                  | EFLT        | -           | -           | 10     | 1      |
| lug.-ago. 2022       | Luton Town           | FLC                  | 0          | 0          | FACup+CdL       | 0+1             | 0               | -                  | -                  | -                  | -           | -           | -           | 1      | 0      |
| Totale Luton Town    | Totale Luton Town    | Totale Luton Town    | 1          | 0          |                 | 2               | 0               |                    | -                  | -                  |             | -           | -           | 3      | 0      |
| ago. 2022-2023       | Bradford City        | FL2                  | 14         | 1          | FACup+CdL       | 1+0             | 0               | -                  | -                  | -                  | EFLT        | 3           | 0           | 18     | 1      |
| Totale Bradford City | Totale Bradford City | Totale Bradford City | 24         | 2          |                 | 1               | 0               |                    | -                  | -                  |             | 3           | 0           | 28     | 2      |
| 2023-2024            | Sutton Utd           | FL2                  | 9          | 0          | FACup+CdL       | 1+1             | 2+0             | -                  | -                  | -                  | EFLT        | 1           | 0           | 12     | 2      |
| Totale carriera      | Totale carriera      | Totale carriera      | 60         | 2          |                 | 7               | 2               |                    | -                  | -                  |             | 5           | 0           | 72     | 4      |

### Cronologia presenze e reti in nazionale
| Cronologia completa delle presenze e delle reti in nazionale ― Antigua e Barbuda | Cronologia completa delle presenze e delle reti in nazionale ― Antigua e Barbuda | Cronologia completa delle presenze e delle reti in nazionale ― Antigua e Barbuda | Cronologia completa delle presenze e delle reti in nazionale ― Antigua e Barbuda | Cronologia completa delle presenze e delle reti in nazionale ― Antigua e Barbuda | Cronologia completa delle presenze e delle reti in nazionale ― Antigua e Barbuda | Cronologia completa delle presenze e delle reti in nazionale ― Antigua e Barbuda | Cronologia completa delle presenze e delle reti in nazionale ― Antigua e Barbuda |
| Data                                                                             | Città                                                                            | In casa                                                                          | Risultato                                                                        | Ospiti                                                                           | Competizione                                                                     | Reti                                                                             | Note                                                                             |
| -------------------------------------------------------------------------------- | -------------------------------------------------------------------------------- | -------------------------------------------------------------------------------- | -------------------------------------------------------------------------------- | -------------------------------------------------------------------------------- | -------------------------------------------------------------------------------- | -------------------------------------------------------------------------------- | -------------------------------------------------------------------------------- |
| 14-10-2023                                                                       | Nassau                                                                           | Bahamas                                                                          | 1 – 4                                                                            | Antigua e Barbuda                                                                | CONCACAF Nations League 2023-2024 - 1º turno                                     | -                                                                                | 82’                                                                              |
| 17-10-2023                                                                       | North Sound                                                                      | Antigua e Barbuda                                                                | 2 – 2                                                                            | Bahamas                                                                          | CONCACAF Nations League 2023-2024 - 1º turno                                     | -                                                                                | 68’                                                                              |
| 18-11-2023                                                                       | North Sound                                                                      | Antigua e Barbuda                                                                | 2 – 3                                                                            | Porto Rico                                                                       | CONCACAF Nations League 2023-2024 - 1º turno                                     | 1                                                                                |                                                                                  |
| 21-11-2023                                                                       | San Cristóbal                                                                    | Guyana                                                                           | 6 – 0                                                                            | Antigua e Barbuda                                                                | CONCACAF Nations League 2023-2024 - 1º turno                                     | -                                                                                | 71’                                                                              |
| Totale                                                                           |                                                                                  | Presenze                                                                         | 4                                                                                |                                                                                  | Reti                                                                             | 1                                                                                |                                                                                  |

## Palmarès

### Club

#### Competizioni nazionali
- U.S. Open Cup: 1

Atlanta United: 2019

#### Competizioni internazionali
- Campeones Cup: 1

Atlanta United: 2019